# Кечмания 4
Кечмания 4 (на английски: WrestleMania IV) е четвъртото годишно pay-per-view събитие от поредицата Кечмания, продуцирано от Световната федерация по кеч (WWF). Събитието се провежда на 27 март 1988 г. в Бордуолк хол в Атлантик Сити, Ню Джърси.

## Обща информация
Основното събитие е финал на елиминационен турнир от четиринадесет души за Световната титла в тежка категория на WWF, в който Ренди Савидж побеждава Тед Дибиаси, за да спечели вакантната титла.

## Резултати
| №                                         | Резултати | Правила                                               | Време |
| ----------------------------------------- | --- | ----------------------------------------------------- | ----- |
| 1                                         | Бад Нюз Браун последен елиминира Брет Харт                                                                              | Кралска битка                                         | 9:44  |
| 2                                         | Тед Дибиаси (с Андре Гиганта и Върджил) побеждава Джим Дъгън                                                            | Първи рунд за титлата на WWF                          | 5:02  |
| 3                                         | Дон Мурако (със Суперзвездата Били Греъм) поб. Дино Враво (с Френчи Мартин) чрез дисквалификация                        | Първи рунд за титлата на WWF                          | 4:53  |
| 4                                         | Ренди Савидж (с Мис Елизабет) поб. Буч Рийд (със Слик)                                                                  | Първи рунд за титлата на WWF                          | 5:07  |
| 5                                         | Грег Валънтайн (с Джими Харт) поб. Рики Стиймбоут                                                                       | Първи рунд за титлата на WWF                          | 9:12  |
| 6                                         | Уан Мен Ганг (със Слик) поб. Бам Бам Бигелоу (с Оливър Хъмпърдинк) чрез отброяване                                      | Първи рунд за титлата на WWF                          | 2:56  |
| 7                                         | Джейк Робъртс срещу Рик Руд (с Боби Хийнън) приключва с равенство, поради просрочено време                              | Първи рунд за титлата на WWF                          | 15:00 |
| 8                                         | Ултимейт Уориър поб. Херкулес (с Боби Хийнън)                                                                           | Индивидуален мач                                      | 4:29  |
| 9                                         | Андре Гиганта (с Тед Дибиаси и Върджил) срещу Хълк Хоган приключва с двойна дисквалификация                             | Четвъртфинал за титлата на WWF                        | 5:52  |
| 10                                        | Тед Дибиаси поб. Дон Мурако (с Били Греъм)                                                                              | Четвъртфинал за титлата на WWF                        | 5:44  |
| 11                                        | Ренди Савидж (с Мис Елизабет) поб. Грег Валънтайн (с Джими Харт)                                                        | Четвъртфинал за титлата на WWF                        | 6:06  |
| 12                                        | Брутъс Бийфкейк поб. Хонки Тонк Мен (ш) (с Джими Харт и Пеги Сю) чрез дисквалификация                                   | Индивидуален мач за Интерконтиненталната титла на WWF | 6:30  |
| 13                                        | Островитяните (Хаку и Тама) и Боби Хийнън поб. Британските булдози (Дейви Бой Смит и Динамитеното хлапе) и Коко Б. Уеър | Шесторен отборен мач                                  | 7:30  |
| - (ш) – указва шампиона/шампионите в мача | |                                                       |       |